# Creugas annamae
Creugas annamae är en spindelart som först beskrevs av Willis J. Gertsch och Davis 1940.  Creugas annamae ingår i släktet Creugas och familjen flinkspindlar. Inga underarter finns listade i Catalogue of Life.